# 心理统计学
心理统计学（英語：Psychometrics）是统计学方法在心理学以及教育学测量领域的应用。它的目的是测量人的能力、知识、态度、性格特征等，并且发展相应的工具。

## 起源与背景
在心理统计学早期的理论和应用之中，重点集中在测量人的智力。弗朗西斯·高尔顿经常被认为是心理统计学之父。他设计和应用了一系列的心理测试。但是，心理统计学的起源经常和心理物理学联系到一起。心理统计学的先驱Charles Spearman曾经从师于心理物理学家Wilhelm Wundt。Spearman设计了测量智力的早期方法之一。著名的心理统计学家L. L. Thurstone曾经发展了后来被称为比较判断法则的测量方法，这个方法被认为和由恩斯特·海因里希·韋伯与Gustav Fechner这两位心理物理学家所发明的测量方法有紧密联系。他们所发展的统计测量方法现在也在心理统计学界广泛应用。
近几十年，心理统计学被广泛应用于测量人的性格、态度和信仰、教育产出、以及健康相关的领域。测量这些不可观察的特征是非常困难的，在理论界，许多的研究都致力于准确的定义这些概念并且把他们量化。于是对此的评批也聚集于对于这些定义和量化工作的怀疑。很多批评来自于物理学界以及社会科学的激进分子，他们认为很多时候这种测量是不准确的，而且被滥用了。但心理统计学的倡导者认为这些滥用数据往往来自于对于心理统计学准则的忽视。他们也反驳到，物理学所研究的很多无法被观测到的属性比如力的作用和热能，也是依靠推断它们的表现才得以被研究的。

## 分类
- 描述统计——集中趋势分析、离中趋势分析、相关分析
- 推論统计——参数分析、非参数分析

从内容上看，心理统计学可分为描述统计和推论统计两大部分。其中描述统计又分为集中趋势分析和离中趋势分析和相关分析三大部分。推论统计又可按样本容量分为Z检验，T检验，P检验三大类方法。按参与计算的数据个数分，又有单总体检验，平均数差异检验（两总体差异的研究）和多因素分析三种计算。按数据处理方法又可分为参数分析和非参数分析。

## 描述统计
描述统计（descriptive statistics) 又分为集中趋势分析和离中趋势分析和相关分析三大部分。
集中趋势分析主要靠平均数、中位数、众数等统计指标来表示数据的集中趋势。例如考試的平均成绩是多少分？是正偏分布 还是负偏分布？
离中趋势分析主要靠全距、四分差、方差(平方差)、标准差、差异系数等统计指标来研究数据的离中趋势。例如，我们想知道两个教学班的语文成绩中，哪个班级内的成绩分布更分散，就可以用两个班级的四分差或百分点来比较。
相关分析探讨数据之间是否具有统计学上的关联性。这种关系既包括两个数据之间的单一相关关系——如年龄与个人领域空间之间的关系，也包括多个数据之间的多重相关关系——如年龄、抑鬱症发生率、个人领域空间之间的关系。相關分析大概分為正相關（如：一個數值愈大另一個數值就會愈大/一個數值愈小另一個數值就會愈小）和負相關（如：一個數值大另一個數值就會愈小/一個數值小另一個數值就會愈大）的直线相关关系，也可以是复杂相关关系（A＝Y－B*X）；还包括两变量共同变化的紧密程度——即相关系数。实际上，相关关系唯一不研究的数据关系，就是数据协同变化的内在根据——即因果关系。這是因為相關分析不論就兩個因子間的關係得出數之間的結論。例如：一個人的朋友數量越多，自信心也會越高（正相關），但我們不能知道，究竟是朋友數量的上升導致自信心增加，還是自信心高的人導致他/她有更多的朋友。获得相关系数有什么用呢？简而言之，有了相关系数，就可以根据回归方程，进行A变量到B变量的估算，这就是所谓的回归分析，因此，相关分析是一种完整的统计研究方法，它贯穿于提出假设，数据研究，数据分析，数据研究的始终。
例如，我们想知道对监狱情景进行什么改造，可以降低囚徒的暴力倾向。我们就需要将不同的囚舍颜色基调、囚舍绿化程度、囚室人口密度、防风时间、探视时间进行排列组合，然后让每个囚室一种实验处理，然后用因素分析法找出与囚徒暴力倾向的相关系数最高的因素。假定这一因素为囚室人口密度，我们又要将被试随机分入不同人口密度的十几个囚室中生活，继而得到人口密度和暴力倾向两组变量（即我们讨论过的A、B两列变量）。然后，我们将人口密度排入X轴，将暴力倾向分排入Y轴，获得了一个很有价值的图表，当某典狱长想知道，某囚舍扩建到N人/间囚室，暴力倾向能降低多少。我们可以当前人口密度和改建后人口密度带入相应的回归方程，算出扩建前的预期暴力倾向和扩建后的预期暴力倾向，两数据之差即典狱长想知道的结果。

## 推论统计

### 母數統計分析
在學術研究中，研究員不可能收集全人類的相關數據。因此，推论统计(inferential statistics
)是基於有限數據來推斷大趨勢的統計分析。其中，母數統計分析需假設數據中的趨勢是正態分佈。推论统计以數據结果为依据，来证明或推翻某个假設。具体来说，就是通过分析样本採集的數據，来推斷總人口的實際情況或同一样本的前后测成绩差异、样本与样本的成绩差距、总体与总体的成绩差距等。當中，研究員會基於數據間是否具有显著性差异來決定假設是否成立。显著性差异是一個統計學中的概率，說明研究裡獲得的數據差異有多大機會是因誤差而造成。通常，結果需顯示為至少少於5%（p數值至少少於.05）的概率，才算是顯著差異。例如，我们想研究教育背景是否会影响人的智力测验成绩。可以找一100名24岁大学毕业生和100名24岁初中毕业生。采集他们的比－西智力测验成绩。用推论统计方法进行数据处理，最后会得出类似这样的结论：“研究发现，大学毕业生组的成绩显著高于初中毕业生组的成绩，二者在.05水平上具有显著性差异，说明大学毕业生的比－西智力测验成绩优于中学毕业生组。”。
推论统计的理论假设是概率论。概率论研究发现，当样本总体的样本容量达到特定值时候，则[样本总体分布]的形状为Z分布（样本容量三十以上）、T分布（样本容量为三十到八）或P分布（样本容量为十以下）的。这时，我们从样本总体中随机抽出一个样本，这个样本落在这个样本总体的中心区域的可能性较大，落在边缘区域可能性较小，出了某一区域的可能性很小。这一规律在所有定样本容量的数据分布中都存在。因此，我们可把两组数据放到一个坐标系上，然后根据两组数据的统计参数来比较两个分布是否有显著性差异，并估算出猜错的可能性。
推论统计中最常用到的指标为Z分数（大样本研究）、T分数（小样本研究）、P分数（二项分布研究），检验方式主要有Z检验、T检验。除此以外，推理统计中另有非参数分析方法，可以根据数据的秩来计算统计结果。
推论统计结果的可靠性除了受到实验方法和数据处理方法的影响，还受到样本容量影响，根据过大或过小的样本计算出的结论都可能是不可靠的，为此，心理统计学中又有ω2法和D值法来检验样本是否大到足以影响推论的地步。

## 结语
一般地讲，古典心理统计学的内容主要就是这些。随着统计学、心理学、现代测量理论的发展，包括IRT理论（item response theory）理论在内的许多心理学数学研究方法仍在进一步充实心理统计学。实际上，用作心理统计核算的著名数学软件——社会科学统计系统（简称SPSS）每年出一个新版本，而今已经连出了十三版。而且仍然在不断添加新的数据处理程序。因而心理统计学既是古老的学科，又是不断发展着的学科。
统计学也不仅应用在心理学领域，包括临床医学、教育学、社会学等社会社会科学都广泛使用这些统计学的新成果。因此，想进一步了解心理统计的相关知识，可以搜索SPSS、SAS、心理测量学、现代心理测验理论、数据处理方法、实验心理学、实验方法、统计学、社会学、统计、推理统计、医学统计学等关键词。